# Єлизавета Олена Турн-унд-Таксіс
Єлизавета Олена Турн-унд-Таксіс (нім. Elisabeth Helene von Thurn und Taxiss), ( 15 грудня 1903 —  22 жовтня 1976) — принцеса Турн-унд-Таксіс, донька 8-го князя Турн-унд-Таксіс Альберта та австрійської ерцгерцогині Маргарити Клементини, дружина маркграфа Майсенського та титулярного короля Саксонії у 1932—1968 роках Фрідріха Крістіана.

## Біографія
Єлизавета Олена народилась 15 грудня 1903 у замку Санкт-Еммерам у Регенсбурзі в Баварському королівстві. Вона була шостою дитиною та єдиною донькою в родині князя Турн-унд-Таксіс Альберта та його дружини Маргарити Клементини Австрійської. Дівчинка мала старших братів Франца Йозефа, Карла Августа, Людвіга Філіпа та Макса Емануеля. Ще один брат помер до її народження. Згодом сім'я поповнилася молодшими синами Рафаелем та Філіпом.
У віці 19 років Єлизавета Олена взяла шлюб із 29-річним титулярним кронпринцом Саксонії Фрідріхом Крістіаном. Пара познайомилася, коли Єлизавета була почесною головою студентської жіночої федерації Тюрінгії, а Фрідріх Крістіан — членом студентського союзу, вивчаючи право в різних університетах.
Весілля відбулося 16 липня 1923 у Регенсбурзі. У подружжя народилося п'ятеро дітей.
Пішла з життя Єлизавета Олена  22 жовтня 1976 року у Мюнхені. Похована поруч із чоловіком у парку біля Королівської каплиці у Каррестені.

## Родина
Чоловік — Фрідріх Крістіан, кронпринц Саксонії
Діти:
- Марія Емануїл (1926—2012) — титулярний король Саксонії у 1968—2012 роках, був одруженим із Анастасією Ангальтською, мав прийомного сина;
- Марія Йозефа (нар. 1928) — одружена не була, має доньку;
- Анна (1929—2012) — була одружена з ліванським принцом Гессафе Роберто де Афіфом, мала трьох синів;
- Альберт (1934—2012) — титулярний король Саксонії у липні—жовтні 2012 року, був одруженим із Ельмірою Ханеке, дітей не мав;
- Матильда (1936—2018) — була одружена із принцом Саксен-Кобург-Готським Йоганнесом Генріхом, мала єдиного сина.

## Титули
- 15 грудня 1903 —16 червня 1923 — Її Світлість Принцеса Єлизавета Олена Турн-унд-Таксіс;
- 16 червня 1923 —18 лютого 1932 — Її Королівська Високість Принцеса Єлизавета Олена Саксонська, Герцогиня Саксонії;
- 18 лютого 1932 —9 серпня 1968 — Її Королівська Високість Маркграфиня Майсенська;
- 9 серпня 1968 —22 жовтня 1976 — Її Королівська Високість Вдовіюча Маркграфиня Майсенська.

## Нагороди
- Орден Досконалої Дружби (Дім Турн-унд-Таксіс);
- Орден Рутової корони (Дім Веттінов);
- Орден Сідонії (Дім Веттінов);
- Орден Марії-Анни (Дім Веттінов).